# Wiktor Kudinski
Wiktor Wladimirowitsch Kudinski (russisch Виктор Влади́мирович Кудинский, ukrainisch Віктор Володимирович Кудинський, engl. Transkription Viktor Vladimirovich Kudinskiy; * 17. Juni 1943 in Kiew; gestorben am 18. August 2005) war ein Leichtathlet, der für die Sowjetunion antrat. Er wurde 1966 Europameister im 3000-Meter-Hindernislauf.

## Leben
Kudinski gewann den Hindernislauf 1965 beim ersten Leichtathletik-Europacup in 8:41,0 Minuten. Ein Jahr später bei den Leichtathletik-Europameisterschaften in Budapest wurde Kudinski in seinem Vorlauf in 8:48,2 Minuten Vierter und qualifizierte sich zwar für das Finale, wirkte aber nicht wie ein Favorit. Der eigentliche Favorit, der Belgier Gaston Roelants, hatte 1965 den Weltrekord auf 8:26,4 Minuten verbessert und hatte seit 1961 kein Hindernisrennen mehr verloren. Im Finale übernahm Roelants nach zwei Runden die Spitze und hatte schnell einen Vorsprung vor den anderen Läufern herausgelaufen. Eingangs der letzten Runde führte immer noch Roelants. Kudinski und dessen Mannschaftskamerad Anatoli Kurjan versuchten die Lücke zu schließen. Kudinski passierte Roelants am letzten Wassergraben, und Kurjan konnte Roelants kurz vor dem Ziel überholen. Kudinski gewann in 8:26,6 Minuten, der zweitschnellsten bis dahin gelaufenen Zeit. Hinter Kurjan und Roelants wurden auf den Plätzen 4 bis 7 vier Landesrekorde verbessert.
1968 gewann Kudinski bei den Europäischen Hallenspielen in Madrid den 3000-Meter-Lauf in 8:10,22 Minuten vor Bernd Dießner aus der DDR. Bei den Olympischen Spielen in Mexiko-Stadt konnte sich Kudinski zwar für das Finale im Hindernislauf qualifizieren, gab dort aber auf.
Von 1965 bis 1968 wurde er viermal in Folge sowjetischer Meister im 3000-Meter-Hindernislauf. 1966 wurde er zudem Meister über 5000 Meter.
Wiktor Kudinski ist 1,68 m groß und wog in seiner aktiven Zeit 63 kg.

## Bestzeiten
- 5000 Meter: 13:34,6 Minuten (1968)
- 3000 Meter Hindernis: 8:26,0 Minuten (1968)